# Alex Rowley

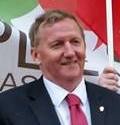
Alex Rowley

Alex Rowley (* 30. November 1963 in Dunfermline) ist ein schottischer Politiker und Mitglied der Labour Party.

## Leben
Rowley wurden in Dunfermline, Fife geboren. Er wuchs in Kelty auf und besuchte eine Schule in Dunfermline. Das Newbattle Abbey College in Dalkeith schloss er in den Fächern Wirtschaftslehre und Politikwissenschaften ab. Rowley wechselte dann an die Universität Edinburgh und erlangte einen Bachelorabschluss im Bildungsbereich sowie einen Masterabschluss in Soziologie und Politikwissenschaften. Ab 1999 war Rowley für den Trades Union Congress (TUC) tätig, zunächst als Projektarbeiter, dann als Verantwortlicher für die Bildungszentren des TUC in England. 2008 gab er seine Anstellung bei der TUC auf und wurde in Vollzeit als Berater des damaligen Premierministers Gordon Brown tätig. Rowley ist Vater von drei Kindern und Mitglied der Gewerkschaft UNISON.

## Politischer Werdegang
1992 wurde Rowley in den Rat der Region Fife gewählt und wurde Vorsitzender des Finanzausschusses. Zwischen 1995 und 1998 bekleidete er die Position des Vorsitzenden des Rates von Fife. In den Jahren 1998 und 1999 war Rowley zudem Generalsekretär der Scottish Labour Party. Bei den schottischen Parlamentswahlen 2011 bewarb sich Rowley um das Mandat des Wahlkreises Dunfermline. Mit einem Stimmenanteil von 35,6 % verfehlte er das Mandat knapp, das an den SNP-Politiker Bill Walker ging. Nach dem Ableben der Labour-Politikerin und Abgeordneten des Wahlkreises Cowdenbeath Helen Eadie am 9. November 2013 wurden in diesem Wahlkreis Nachwahlen erforderlich. Die Labour Party stellte Rowley als Nachfolger von Eadie auf. Rowley setzte sich deutlich gegen die SNP-Bewerberin Natalie McGarry durch und zog im Januar 2014 erstmals in das schottische Parlament ein. Ab August 2015 war er stellvertretender Parteivorsitzender der Scottish Labour Party. Bei den Parlamentswahlen 2016 unterlag er mit Stimmverlusten der SNP-Kandidatin Annabelle Ewing. Rowley sicherte sich doch eines der Listenmandate seiner Partei der Wahlregion Mid Scotland and Fife und verblieb somit als Abgeordneter im schottischen Parlament.